# 赫里霍羅維奇
50°35′18″N 25°5′27″E / 50.58833°N 25.09083°E
赫里霍羅維奇（羅馬化：Hryhorovychi）是烏克蘭沃倫州盧茨克區的村落，始建1570年，面積0.4平方公里，海拔高度201米，2001年人口150，人口密度每平方公里375人。